# Babarîkî, Kozeleț
Babarîkî (în ucraineană Бабарики) este un sat în comuna Odînți din raionul Kozeleț, regiunea Cernihiv, Ucraina.

## Demografie
Componența lingvistică a localității Babarîkî
     Ucraineană (98,48%)
     Rusă (1,02%)
     Alte limbi (0,51%)
Conform recensământului din 2001, majoritatea populației localității Babarîkî era vorbitoare de ucraineană (98,48%), existând în minoritate și vorbitori de rusă (1,02%).